# إيما سامس
إيما إليزابيث وايلي سامويلسون (من مواليد 28 أغسطس 1960) هي ممثلة ومقدمة برامج تلفزيونية إنجليزية، عرفت مهنيًا باسم إيما سامز، اشتهرت بدورها في دور هولي ساتون في المسلسل الأمريكي النهاري المستشفى العام وباعتبارها الممثلة الثانية التي لعبت دور فالون كارينجتون كولبي في المسلسل التلفزيوني ديناستي. كما لعبت أيضًا الدور المتكرر لأماندا فارداليس في المسلسل البريطاني دكتورز.
شاركت في تأسيس مؤسسة ستارلايت للأطفال تكريمًا لأخيها جيمي الذي توفي بسبب فقر الدم اللاتنسجي في سن الثامنة، حصلت على وسام عضو الإمبراطورية البريطانية (MBE) في قائمة تكريم عيد ميلاد الملكة إليزابيث الثانية عام 2016 لخدماتها للأطفال المصابين بأمراض خطيرة ومميتة. وهي المؤسس المشارك لمؤسسة ستارلايت للأطفال.

## نشأتها
ولدت إيما سامز في 28 أغسطس 1960 في لندن، إنجلترا، المملكة المتحدة، نشأت في الديانة اليهودية. كانت سامز تأمل أن تصبح راقصة باليه، وفي سن العاشرة درست بالفعل وادت رقص لصالح مسرح الباليه الملكي في لندن. أنهت نوبة التهاب كيسي كل الآمال في مسيرتها المهنية في الرقص، وبعد فترة قصيرة من الدراسة لتصبح فنية طبية، أصبحت سامز عارضة أزياء، ووقعت مع شركة مستحضرات تجميل يابانية وبعد أن سئمت من عرض الأزياء، فازت بدور الأميرة زوليرا في نسخة فيلم روائي طويل من "المغامرة العربية" عام 1978 في أول تجربة أداء لها، ظهرت بعد ذلك في المسلسل القصير "Goliath Awaits"، الذي شاركت فيه مع مارك هارمون، وقررت سامز أنها إذا أرادت أن تحقق الشهرة الحقيقية كممثلة، فعليها أن تجرب هوليوود، وبالفعل انضمت في عام 1982 إلى فريق عمل مسلسل "General Hospital" بدور هولي سكوربيو، الذي كان في ذلك الوقت أحد أكثر الأدوار رواجًا في البرامج التلفزيونية النهارية.